# ده شیخ (لامرد)
ده شیخ یا دهشیخ روستایی از توابع بخش مرکزی شهرستان لامرد در استان فارس ایران است. منطقه تجاری دهشیخ با سرمایه‌گذاری‌های که توسط اهالی صورت گرفته به بازاری با کالاهای مختلف بدل گشته و به مقصد هزاران مسافر و خریدار تبدیل شده‌است. دهشیخ در فاصله ۱۲ کیلومتری لامرد و ۳۱۷ کیلومتری شیراز در جاده لامرد-اشکنان واقع شده‌است. زبان بیشینه مردم این روستا فارسی با گویش محلی است.
به دلیل رونق اقتصادی بسیار این منطقه، امروزه چهره روستا بسیار دگرگون و بافت کالبدی و فیزیکی سنتی روستا جای خود را به مغازه‌ها و پاساژها داده و بافت مسکونی روستا نیز به دلیل درآمد زیاد روستاییان دگرگون شده‌است. اهالی روستا در همکاری با یکدیگر و با شوراها و دهیار روستا بسیار فعال هستند و در کارهای عام‌المنفعه از جمله ساخت مساجد، معابر، سرویس‌های بهداشتی، استراحتگاه‌های مسافران و غیره مشارکت بسیار دارند.

## پیشینه
موقعیت طبیعی و واقع شدن دهشیخ در ناحیه گرم و خشک و لم‌یزرع از یک طرف و جدا شدن این ناحیه با یک رشته‌کوه از نوار ساحلی جنوبی از طرف دیگر، از ویژگی‌هایی است که بر تمامی ابعاد زندگی سیاسی، اجتماعی و اقتصادی مردم این منطقه تأثیر گذاشته‌است. ساکنان این منطقه تا دهه‌های ۱۳۳۰ و ۱۳۴۰ به کشاورزی و دامداری مختصری در روستاهای خود می‌پرداختند، اما از این دهه به بعد به دلیل اصلاحات ارضی و درهم شکستن نظام مدیریت روستایی و بیکار و بی‌زمین شدن بخش زیادی از روستاییان از یک طرف و رونق اقتصادی کشورهای نفت‌خیز حوزه خلیج فارس در جنوب کشور از سوی دیگر، در پی کسب اشتغال و فرصت‌های جدید شغلی رهسپار کشورهای جنوبی حوزه خلیج فارس شدند و در آنجا به مشاغل گوناگون خدماتی پرداختند و سود سرشاری به دست آوردند که این سود و سرمایه را امروزه در روستاها و منطقه خود و در واردات کالاهای خارجی سرمایه‌گذاری کرده‌اند.

## مردم‌شناسی
جمعیت دهشیخ براساس سرشماری مرکز آمار ایران در سال ۱۳۹۵ برابر با ۱٬۱۴۴ نفر در قالب ۲۹۵ خانوار بوده‌است. جمعیت منطقه تجاری دهشیخ که روستاهای مجاور دهشیخ را نیز در بر می‌گیرد، به ۴٬۴۳۰ نفر می‌رسد.
زبان بیشینه مردم دهشیخ و منطقه تجاری دهشیخ فارسی با گویش محلی است. این گویش شباهت‌هایی با گویش بوشهری دارد. دین و مذهب رایج در دهشیخ اسلام و تشیع است.

## منطقه تجاری دهشیخ

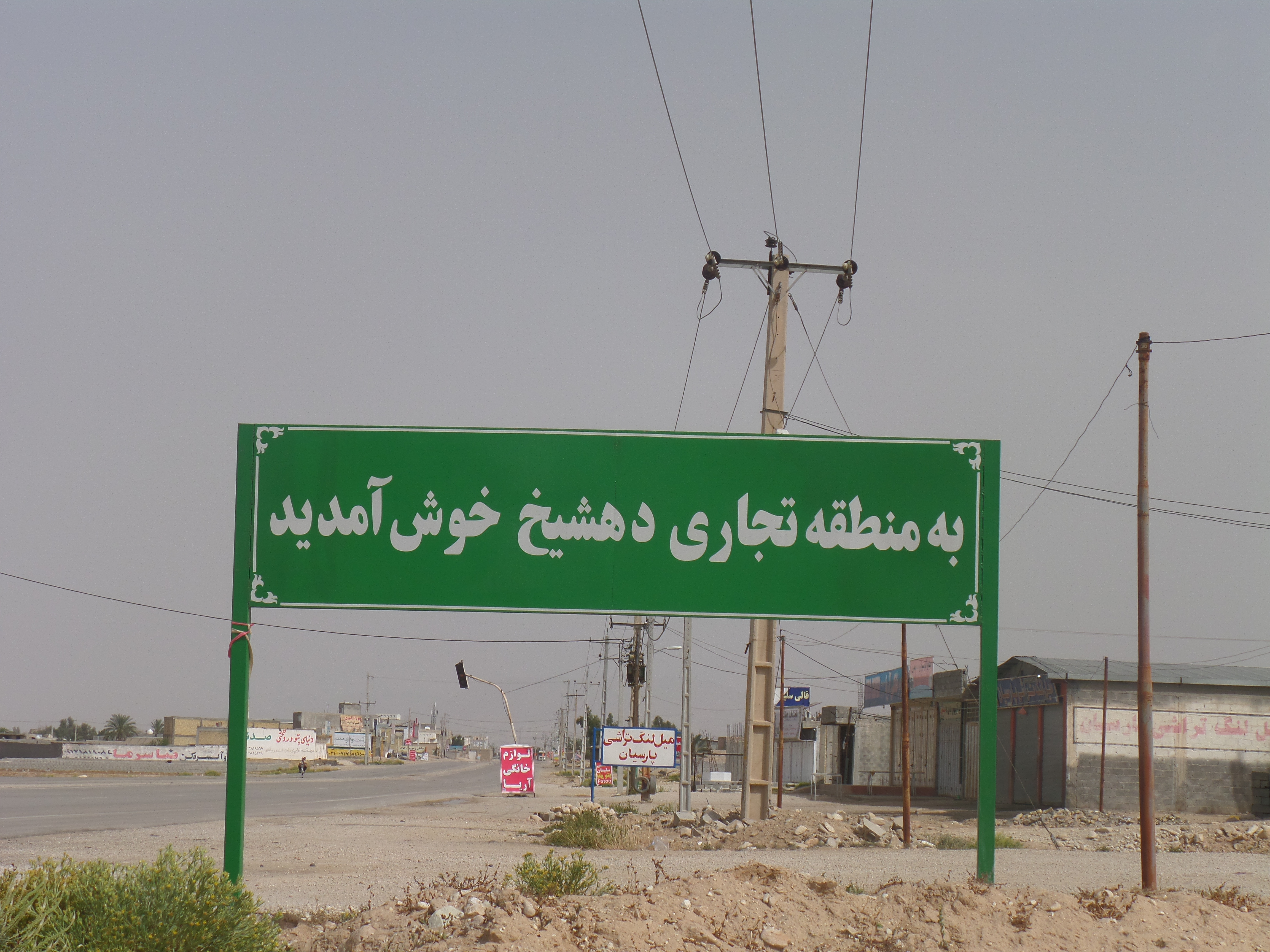
ورودی منطقه تجاری دهشیخ

منطقه تجاری دهشیخ شامل روستاهای ده شیخ، سیگار، چاه شیخ، جری، کاکلی و کره موچی به دلیل موقعیت خاص جغرافیایی و دسترسی به بندرها تجاری جنوب کشور با وارد کردن کالاهای گوناگون و عرضه آن به صورت غیررسمی، به عنوان یکی از بزرگ‌ترین باراندازهای کالاهای قاچاق در جنوب کشور مطرح است.
روستاهای منطقه تجاری دهشیخ در جوار یکدیگر و تقریباً بدون هیچ فاصله‌ای به صورت خطی در امتداد جاده اصلی گسترش یافته‌اند و نمی‌توان هیچ‌گونه حد و مرزی میان آن‌ها قائل شد. فضاهای خالی بین روستاها در گذشته امروزه به وسیله پاساژها و مغازه‌های بزرگ و چندین طبقه اشغال شده‌است و همه اهالی این منطقه خود را به صورت منطقه واحد ده‌شیخ می‌شناسند و همه این روستاها از اکثریت جهات اقلیمی، اقتصادی، فرهنگی، اجتماعی، قومی، زبانی و غیره کاملاً به هم شبیه و به ظاهر هیچ‌گونه جدایی و تفکیکی نمی‌توان بین این چند روستای تجاری هم‌جوار قائل شد.